# Thorong La
Der Thorong La (auch Thorung La oder Throng La, deutsch „Donnerpass“) ist ein Hochgebirgspass (5416 m) im Damodar Himal nördlich der Annapurnakette in Nepal.
Der Thorong La wird sowohl von Einheimischen als auch von Trekkern gerne begangen, da er die relativ leichteste Verbindung zwischen den beiden Haupttälern des Annapurnagebietes darstellt. Besondere Bedeutung kommt ihm auch als geografisch höchstem Punkt der Annapurna-Umrundung, dem Annapurna Circuit zu, einem üblicherweise etwa zwei bis drei Wochen lang dauernden Trek um die Annapurna-Kette, welcher zu den schönsten und abwechslungsreichsten Trekkingrouten der Welt zählt.
Die besten Zeiten der Pass-Überquerung sind: ab der zweiten Märzhälfte bis weit in den Mai hinein und in der Hauptsaison von etwa Mitte September bis etwa Ende November. Zu anderen Zeiten muss man sich verstärkt auf Widrigkeiten wie Nebel, tiefem Schnee (Lawinengefahr) und großer Kälte einstellen. Je nach vorangegangener Witterungslage kann der Pass (nahezu) schneefrei und einfach zu überqueren sein; andererseits kam es beim Versuch, den Pass bei schlechten Bedingungen zu überqueren, bereits zu Erfrierungen und Schlimmerem.

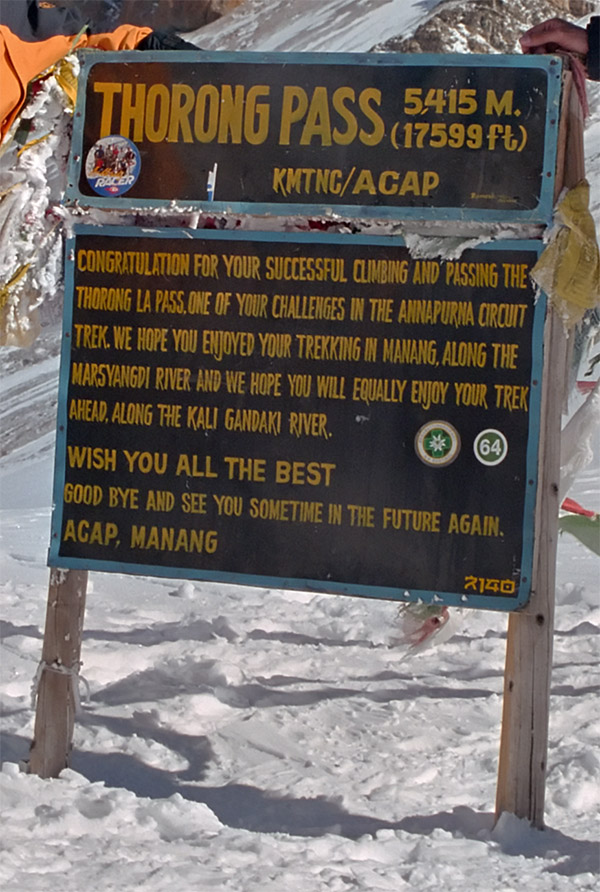
Thorong La

Jedes Jahr sterben an diesem Pass sowohl Trekker als auch nepalesische Träger – hauptsächlich an der akuten Höhenkrankheit, die fast ausschließlich aus schlechter Akklimatisierung resultiert. Aufgrund der besseren Akklimatisierungsmöglichkeiten bzw. der entsprechend hoch gelegenen festen Übernachtungsmöglichkeit erfolgt die Überschreitung des Passes deutlich häufiger von Ost nach West als umgekehrt. Ein Aufstieg von der Westseite, also aus dem Kali-Gandaki-Tal ist aufgrund der größeren Höhendifferenz zwischen den festen Übernachtungsstätten in Muktinath auf etwa 3800 m und dem Pass weniger empfehlenswert. Eine gute Akklimatisierung ist daher für jemanden, der die Annapurna-Umrundung in der typischen Zeit machen will, deutlich besser von Osten aus gewährleistet.
Das Basislager (eigentlich schon ein kleines Dorf) auf der Ostseite des Passes wird Thorong Phedi genannt und liegt auf etwa 4440 m. Von dort aus benötigt man zum Thorong Phedi High Camp mit der letzten Übernachtungsmöglichkeit ca. eine Stunde (etwa 400 Höhenmeter). Ein gut akklimatisierter Trekker benötigt schließlich für den Weg vom Thorong Phedi High Camp zum Pass zwischen drei und fünf Stunden (etwa 530 Höhenmeter). Es besteht die Möglichkeit, in Thorong Phedi oder Muktinath einen Träger bzw. ein Pferd bis zur Passhöhe zu mieten. Für den Abstieg vom Pass nach Muktinath benötigt man – je nach Wegzustand – zwischen drei und fünf Stunden. Schon im November und bis in den März hinein kann der Thorong La an einigen Stellen vereist sein, daher ist vorsichtiges Gehen besonders im Abstieg notwendig.
Oberhalb des Thorong Phedi High Camps befindet sich in ca. 5000 m Höhe ein saisonal geöffnetes primitives Teehaus, eine weitere, winzige Hütte existiert direkt auf der Passhöhe. In beiden kann man überhaupt nicht oder nur im Notfall übernachten.
Es ist zu betonen, dass die Überquerung des Thorong La unter normalen Wetterumständen technisch harmlos ist (man muss nie an den Fels greifen). Die einzige realistische objektive Gefahr liegt an der Querung eines etwa 50 m breiten Steinschlagareals etwa eine Stunde vor Thorong Phedi (dem Talstützpunkt auf der Ostseite) auf etwa 4000 m.

## Unglück am 14. Oktober 2014
Ein Ausläufer des tropischen Zyklons Hudhud verursachte am 14. Oktober 2014 einen unvorhergesehenen, außergewöhnlichen Wintereinbruch und einen Blizzard, vor allem an der Westseite des Thorong La. Mehr als 300 Menschen wurden unter Einsatz von Hubschraubern von einheimischen Sicherheitskräften gerettet, die Zahl der Toten wurde mit 43, die Zahl der Verletzten mit 175 angegeben. Am 19. Oktober wurden noch 45 Menschen vermisst.